# Cantó de Rambouillet
El cantó de Rambouillet és un cantó francès del departament d'Yvelines, situat al districte de Rambouillet. Des de 2015 té 36 municipis i el cap és Rambouillet.

## Municipis
- Ablis
- Allainville
- Auffargis
- Boinville-le-Gaillard
- La Boissière-École
- Bonnelles
- Les Bréviaires
- Bullion
- La Celle-les-Bordes
- Cernay-la-Ville
- Clairefontaine-en-Yvelines
- Émancé
- Les Essarts-le-Roi
- Gambaiseuil
- Gazeran
- Hermeray
- Longvilliers
- Mittainville
- Orcemont
- Orphin
- Orsonville
- Paray-Douaville
- Le Perray-en-Yvelines
- Poigny-la-Forêt
- Ponthévrard
- Prunay-en-Yvelines
- Raizeux
- Rambouillet
- Rochefort-en-Yvelines
- Saint-Arnoult-en-Yvelines
- Sainte-Mesme
- Saint-Hilarion
- Saint-Léger-en-Yvelines
- Saint-Martin-de-Bréthencourt
- Sonchamp
- Vieille-Église-en-Yvelines

## Història
| Data d'elecció                           | Identitat         | Partit               | Qualitat |
| ---------------------------------------- | ----------------- | -------------------- | -------- |
| 1945-1959                                | Raymond Patenôtre | radical              |          |
| 1949-1961                                | Jean Germain      | RGR                  |          |
| 1961-1970                                | M. Deloffre       | RGR, després FGDS    |          |
| 1970-1976                                | M. Lévêque        | Divers droite        |          |
| 1976-1982                                | Guy Mandalain     | PS                   |          |
| 1982-                                    | Christine Boutin  | UDF, després UMP-PCD |          |
| les dades anteriors no són pas conegudes |                   |                      |          |
|                                          |                   |                      |          |

## Demografia
| A partir de 1990: Població sense dobles comptes |